# Semau
Semau, também conhecida por Pusmau e Pasar Pusmau, é uma ilha do arquipélago das
Pequenas Ilhas da Sonda, na Indonésia, localizada a cerca de 30 km a oeste do porto de Kupang.
A ilha de Samau é habitada por povos da etnia Helong, que se acredita terem sido os habitantes originais da região de Kupang, no extremo ocidental da ilha de Timor. A ilha produz lenhas, carvão vegetal e produtos agrícolas como melancias e manga.  Semau é usada como estância de férias, sendo popular para mergulho, natação e outros desportos aquáticos.